# نعیمه سلطان
نعیمه سلطان (ترکی عثمانی: فاطمه نعیمه سلطان; ۵ سپتامبر ۱۸۷۶ - ح. ۱۹۴۵) یک شاهزاده خانم عثمانی، دختر سلطان عبدالحمید دوم و بیدار قادین بود.